# Kanavinskaja (metrostation)

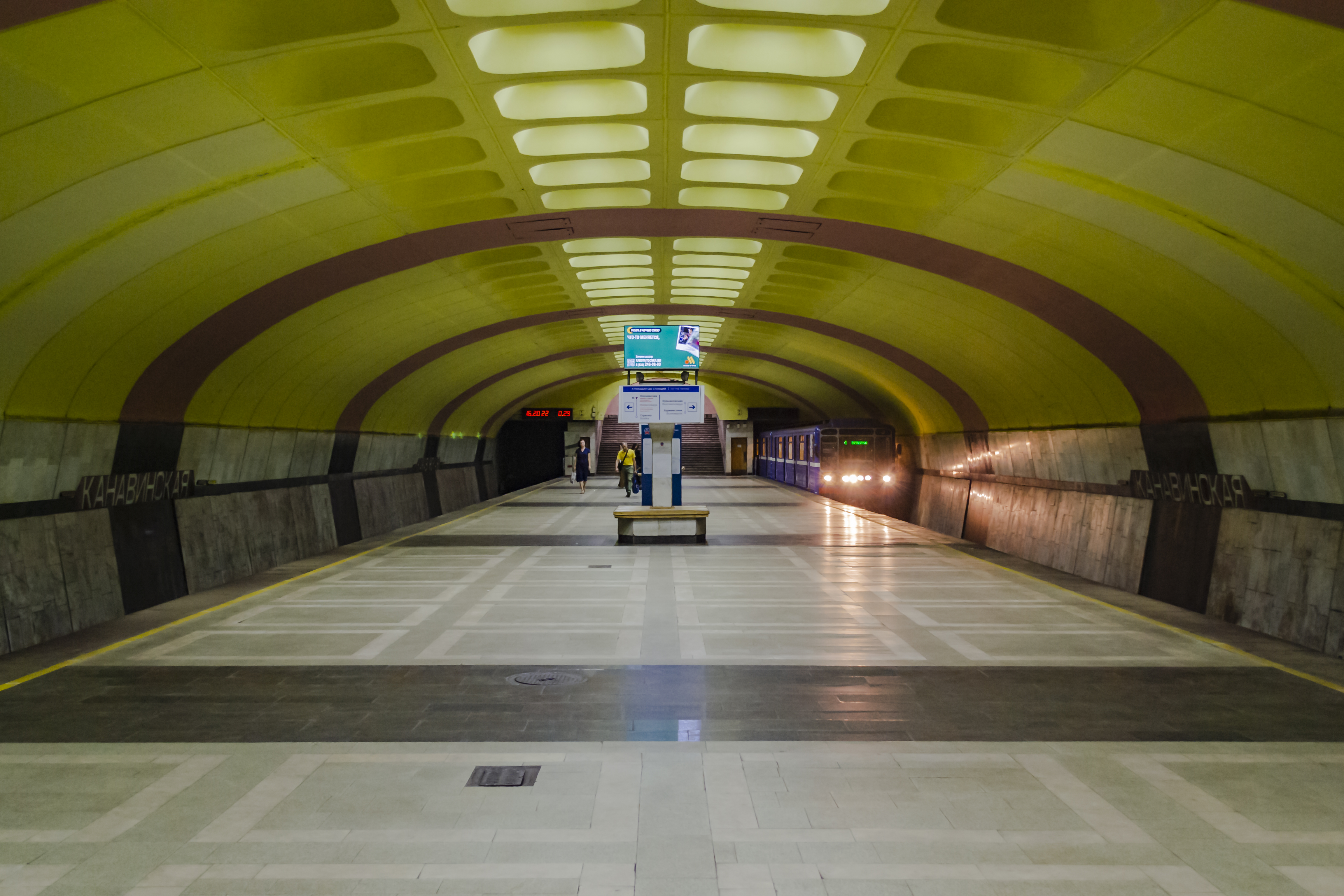

Kanavinskaja (Russisch: Канавинская) is een station van de metro van Nizjni Novgorod. Het station maakt deel uit van de Sormovskaja-lijn en werd geopend op 20 december 1993. Het metrostation bevindt zich onder de kruising van de Moskovskoje Sjosse (Moskouseweg) en de Sormovskoje Sjosse (Sormovoweg) in het stadsdeel Kanavino, waaraan het zijn naam dankt.
Het station is ondiep gelegen en beschikt over een gewelfde perronhal. In het plafond zijn vier rijen meerkleurige lampen aangebracht, waarvan echter altijd of enkel de twee binnenste of de twee buitenste tegelijk ingeschakeld zijn. Verticale zwarte stroken lopen van de met grijs marmer beklede wanden door in het dak.